# Eichwalde (station)
Bahnhof Eichwalde är en hållplats för Berlins pendeltåg, linjer S46 och S8.  Den ligger i kommunen Eichwalde i förbundslandet Brandenburg.